# 台湾五加属
台湾五加属（学名：Boerlagiodendron）是五加科下的一个属，为乔木或灌木植物，很少为半木质的肉质草本。该属共有约30种，分布于马来西亚、印度尼西亚及太平洋群岛。